# Масковый неразлучник
Ма́сковый неразлучник (лат. Agapornis personatus) — птица отряда попугаеобразных.

## Внешний вид
Длина тела 15 см, хвоста 4 см. Окраска очень красивая, яркая. Спина, живот, крылья и хвост зелёные, голова чёрная, у самки с коричневатым оттенком. Всё остальное его оперение оранжево-жёлтого цвета. Клюв красный, вокруг глаз имеются голые, неоперённые участки кожи белого цвета. Самец и самка практически не отличаются по окраске.

## Распространение
Обитают в Танзании и Кении.

## Образ жизни
Населяют саванны с группами акаций и баобабов. Живут небольшими стайками в 20—40 птиц недалеко от воды.

## Размножение
Гнездятся в дуплах отдельно стоящих деревьев или небольших рощах. Густых лесов избегают. Гнездо строит самка. В кладке от 4 до 6 яиц (иногда 8—9, но редко). Насиживает самка, в течение 20—26 дней. Птенцы вылупляются покрытые густым красноватым пухом. Через 5—6 недель птенцы вылетают из гнезда, но в течение ещё 14 дней птенцы нуждаются в помощи родителей, которые продолжают их кормить.

## Фото

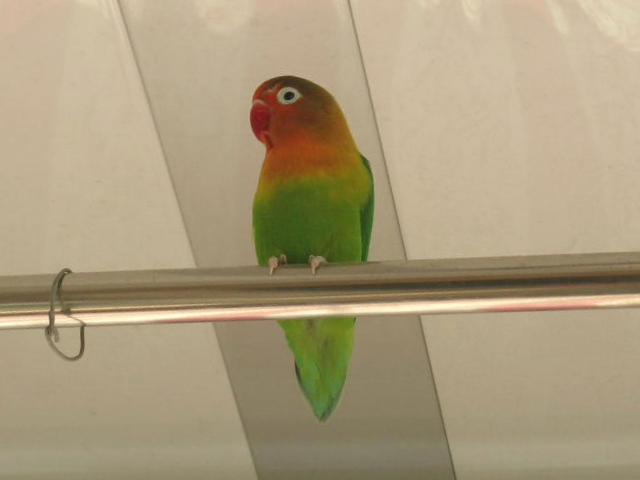
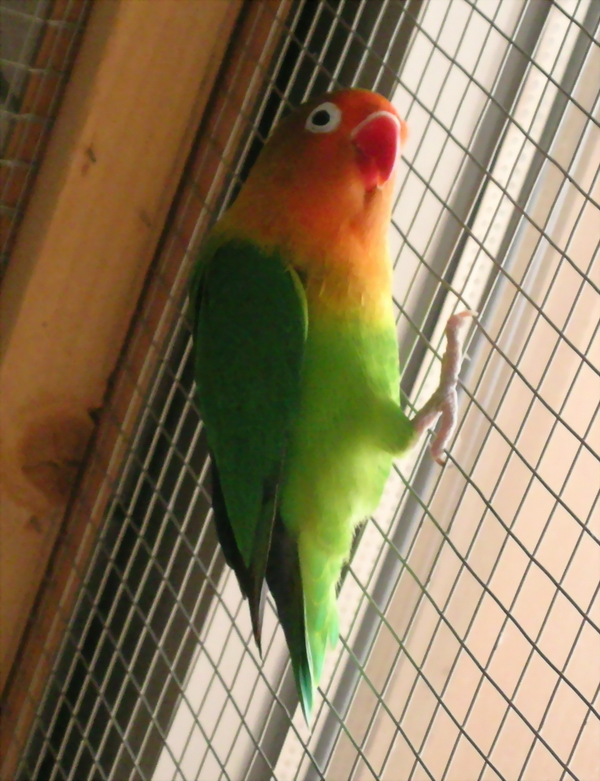
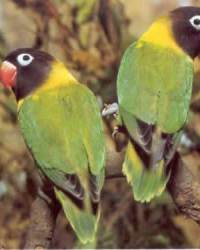